# Jindřich I. Navarrský
Jindřich I. Navarrský (francouzsky Henri le Gros, 1240? – 22. července 1274, Pamplona) byl král Navarry a hrabě ze Champagne a Brie. Svou přezdívku získal kvůli své tloušťce, která se mu údajně stala osudnou.

## Život
Jindřich se narodil jako mladší syn krále Theobalda I. a jeho třetí ženy Markéty, dcery Archambauda z Bourbonu. Trůn získal roku 1253 starší bratr Theobald II., ženatý s dcerou francouzského krále Ludvíka IX. Jindřich byl během bratrovy časté nepřítomnosti ustanoven regentem a později také dědicem koruny, protože Theobaldovo manželství bylo bezdětné.
Roku 1269 se Jindřich v Melunu oženil s Blankou, dcerou Roberta z Artois a neteří Ludvíka IX. a v prosinci 1270 zdědil po zesnulém bratrovi Navarru a Champagne. Korunovace se konala roku 1273. Z manželství se narodila dcera Jana a syn Theobald, který byl zasnoubený s dcerou kastilského krále Alfonse X. Plán přišel vniveč poté, co chlapec spadl z cimbuří zámku Estella. Jindřich nestačil zplodit dalšího dědice, protože o rok později zemřel. Tříletá Jana se stala posledním příslušníkem rodu ze Champagne a ovdovělá Blanka regentkou.
Oslabené navarrské království lákalo sousední Kastílii a také Aragonii, což podnítilo zájem francouzské koruny. Jednání s Blankou se ujal Karel z Anjou a roku 1275 bylo završeno orleánskou smlouvou, ve které se Blanka vzdala regentství nad Janou ve prospěch francouzského krále Filipa III. V srpnu 1284 byla Jana provdána za francouzského následníka Filipa a tím se Navarra dostala pod správu francouzské koruny.
Jindřich Navarrský byl pohřben v katedrále v Pamploně. Jeho současník Dante Alighieri jej ve své Božské komedii umístil do Očistce.